# Lun Bawang

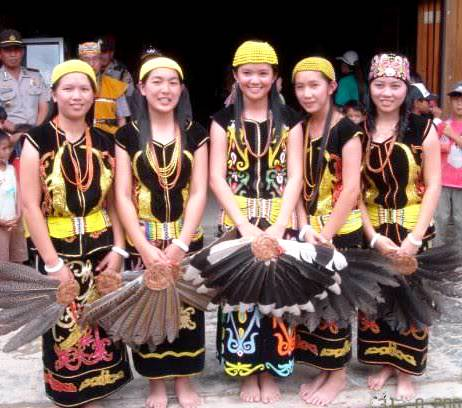
Jeunes femmes Lun Bawang en costume traditionnel (2012).

Les Lun Bawang sont une population du nord-est de l'île de Bornéo. Leur nombre était estimé à 38 100 en 1987, dont 25 000 dans la province indonésienne de Kalimantan oriental, 12 800 dans les États malaisiens de Sabah et Sarawak et 300 à Brunei. En 2007, ils sont estimés au nombre de 47 500.
Ils parlent le lundayeh, une langue du sous-groupe kelabitique de la branche malayo-polynésienne des langues austronésiennes. Ils sont majoritairement chrétiens.